# Stellaria crassifolia

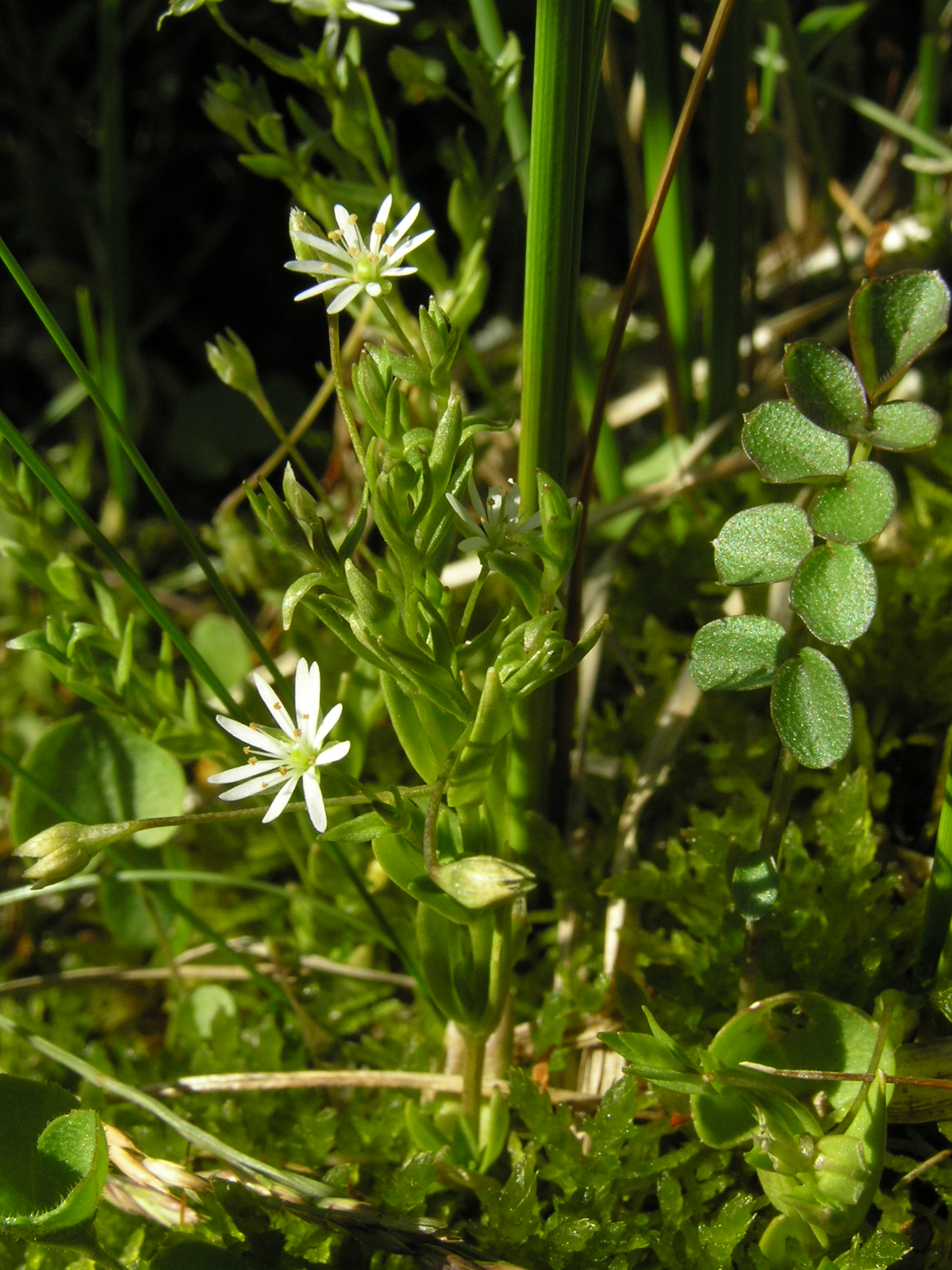
ảnh chụp Stellaria crassifolia

Stellaria crassifolia là loài thực vật có hoa thuộc họ Cẩm chướng. Loài này được Ehrh. miêu tả khoa học đầu tiên năm 1784.